# Некрасовцы

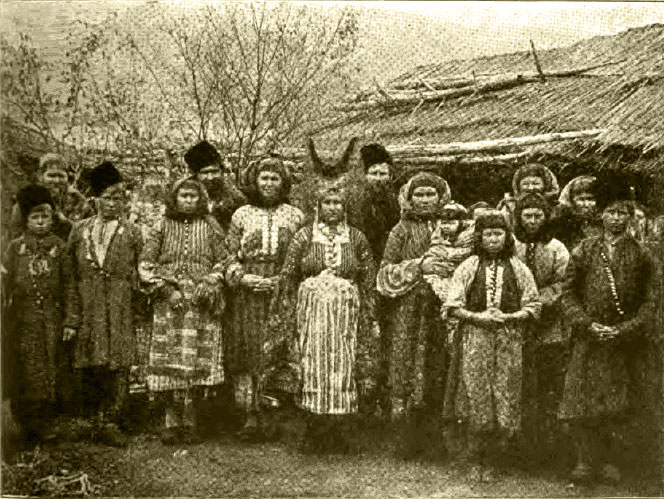
Некрасовские казаки. 1895

Некра́совцы (некрасовские казаки, казаки-некрасовцы, игнат-казаки) — потомки донских и хопёрских казаков, которые после подавления Булавинского восстания ушли с Дона в сентябре 1708 года. Названы в честь своего лидера Игната Некрасова. Более 240 лет казаки-некрасовцы жили вне России, на территории Османской империи, приняв подданство султана.

## Переселение на Кубань
После поражения Булавинского восстания осенью 1708 года часть донских казаков во главе с атаманом Некрасовым ушли за границу — на Кубань — территорию Крымского ханства. Всего вместе с Некрасовым ушло, по различным данным от 2 тысяч (500—600 семей) до 8 тысяч казаков с женами и детьми. Объединившись с ушедшими на Кубань ещё в 1690-х годах казаками-старообрядцами, образовали первое казачье войско на Кубани, принявшее подданство крымских ханов и получившее довольно широкие привилегии. Казаков этого войска называли некрасовцами, хотя оно было и неоднородным.
Сначала некрасовцы поселились на Средней Кубани (на правом берегу реки Лаба, недалеко от её устья), в урочище у современной станицы Некрасовской. Но вскоре большинство, включая Игната Некрасова, переселилось на Таманский полуостров (недалеко от Темрюка), основав три городка — Блудиловский, Голубинский и Чирянский.
Некрасовцы долгое время совершали отсюда набеги на приграничные русские земли. После 1737 года (со смертью Игната Некрасова) положение на границе начало стабилизироваться. В 1735—1739 годах Россия несколько раз предлагала некрасовцам вернуться на родину. Не добившись результата, императрица Анна Иоанновна направила на Кубань донского атамана Фролова с войсками. Не имея возможности противостоять русским войскам, некрасовцы начали переселение в турецкие владения на Дунае, но и на Кубани их оставалось ещё значительное количество.
Особенно активизировались российские власти в стремлении вернуть некрасовцев на русскую службу во времена правления Екатерины II. С ослаблением власти крымских ханов на Кубани и усилением там влияния России, временами казалось, что вопрос уже почти решён. Однако ухудшение положения некрасовцев в Крыму из-за внутренней борьбы крымской знати, в которую они оказались втянуты, активизировало их отъезд на Дунай. После взятия Анапы русским отрядом генерала И. В. Гудовича в 1791 году последние кубанские «игнат-казаки» ушли в Бессарабию и Болгарию.

## Дунайская община
В 1740—1778 годах с разрешения турецкого султана некрасовцы перебрались на Дунай. На территории Османской империи султаны подтвердили казакам-некрасовцам все привилегии, которыми они пользовались на Кубани у крымских ханов. На Дунае они поселились в Добрудже в плавнях по соседству с липованами, которые и теперь живут в современной Румынии.
На Дунае казаки-некрасовцы в основном расселились в Дунавцах и Сарикёе, а также в селениях Слава Черкасская, Журиловка, Некрасовка и других. После разгрома в 1775 году Запорожской Сечи в тех же местах появились и запорожцы. Споры за лучшие рыболовные места между некрасовцами и запорожцами стали доходить до вооружённых столкновений и в результате большая часть некрасовцев была вынуждена покинуть Дунай и переселиться дальше на юг.
Оставшиеся в Добрудже некрасовцы были в значительной мере поглощены значительно преобладающими по численности липованами и ассимилированы в среде липован и прибывающих в тот район выходцев-староверов из России, по большей части утратили язык своих предков, обычаи, фольклор, предания и песни об Игнате, его «заветы». Однако продолжать называться некрасовцами им было выгодно, ввиду предоставления турецкими властями ряда привилегий. Их прозвали «дунаками»..
Во время русско-турецкой войны 1806—1812 годов русская армия заняла Добруджу. Меньшая часть некрасовцев помогла русским войскам — жители Вилкова и Старой Килии в 1807 году провели войска М. И. Кутузова через Килийское и Сулинское гирла, а также на собственных лодках организовали сообщение между Килией, Измаилом, Тулчей, Исакчей, поставляли провиант и служили лоцманами. Большая часть некрасовцев Добруджи поддерживала турок: некрасовские отряды из Сарыкея, Камня и Журиловки активно действовали на стороне турецких войск.

## Майносская община
После взятия запорожцами некрасовского Дунавца и переселения туда запорожского коша из Сеймена, в 1791 году ушедшие с Дуная некрасовцы разделились на две группы. Одна из них осела на побережье Эгейского моря, в Эносе в восточной Фракии, другая — в азиатской Турции на озере Майнос (озеро Куш), в 25 км от портового города Бандырма. К началу XIX века образовались две группы некрасовцев — дунайская и майносская. Из Эноса значительно поредевшая в результате эпидемий община некрасовцев в 1828 году переселилась на Майнос и полностью влилась в майносскую общину.
К середине XIX века произошло имущественное расслоение общины, наметились и религиозные разноречия, и во второй половине 1860-х годов часть майносцев (157 семей) в результате раскола общины ушла и основала поселение на острове Мада (на Бейшехирском озере). Их судьба оказалась трагичной — в результате эпидемии, «подморной» земли и заражённой воды в озере, к 1895 году на Маде оставалось всего 30 дворов, а к 1910 году в селении осталось только 8 семей. Таким образом общины казаков-некрасовцев, живущих по «заветам», остались только на Майносе (большая) и на Маде (меньшая).
В 1860-х годах начали проявляться некоторые тенденции ухудшения взаимоотношений между некрасовцами и турецкими властями, которые впоследствии привели к невозможности проживания общины на территории Турции. В начале XX века завершился религиозный, культурный и имущественный раскол общины на фоне ухудшения положения некрасовцев в Турции (усиление налогового гнёта, воинской повинности и отъема части земель на озере Майнос в пользу принудительно депортируемых Российской империй Черкесов), окончательно была утрачена вера в возможность отыскать мифический «Город Игната».
К 1911 году в поселениях на Майносе и Маде оставалось менее 1000 казаков-некрасовцев. В письме Кавказского наместника Н. А. Бугрову от 26 октября 1910 года говорилось о 175 семьях селения Эски-Казаклар, с общим количеством в 729 человек обоего пола. В 1911 году в ходе обследования некрасовского поселения оказалось, «что большая половина их желает переселиться в Россию, а именно 418 человек, из которых 202 мужескаго пола и 216 женскаго пола». В 1905 году в России старообрядцы получили свободу вероисповедания.

## Возвращение в Россию

### Первая волна
Первая волна некрасовцев вернулась в Россию в период русско-турецкой войны, когда Добруджа была занята русскими войсками. Указ Александра I от 25 июля 1811 года некрасовцам было разрешено переселиться из Бабадагской области в Бессарабию, причем гарантировалась свобода религиозных обрядов и строительства церквей. Центром переселения некрасовцев и всех старообрядцев стал Измаил, где число некрасовцев увеличилось со 185 человек в 1811 году до 474 человек в 1813 году. Затем эпидемия чумы и запрет на ловлю рыбы привела к возвращению части некрасовцев в Турцию, и в 1818 году в Измаиле было 265 некрасовцев. Под Измаилом в 1812—1813 годах возникло поселение Некрасовка.

### Вторая волна
Незначительное количество некрасовцев-майносцев — «молодых людей, предназначенных турками к отбыванию воинской повинности», выехало в Россию в 1911 году с целью избежать службы в армии Турции. Несмотря на завет Игната Некрасова «при царе в Расею не возвращаться», с разрешения российского правительства и турецких властей началась их реэмиграция в Россию. Разрешения селиться на Дону или Кубани некрасовцы не получили, а были направлены в Грузию. Первая официальная волна реэмигрантов была незначительной. На забронированные в Грузии ещё с 1911 году земельные участки для группы возвращенцев из 45 семей в 1912 году из селения Майнос выехало всего 35 семей. Всего за 1912—1913 годы выехало 70—80 семей. Основав два селения, Успенское и Воскресенское, казаки прожили там всего несколько лет. После провозглашения независимости Грузии и установления власти меньшевистского правительства (начало 1918 года) они все были вынуждены снова переселяться, на этот раз на Кубань, в станицу Прочноокопскую. Весной 1919 года Кубанская законодательная Рада зачислила 246 казаков-некрасовцев (в возрасте от 1 до 71 года) в состав кубанского казачества, и им были выделены земельные наделы примерно в 30 км от Приморско-Ахтарской станицы, где уже к лету 1920 года некрасовцы основали хутора Некрасовский и Новонекрасовский, впоследствии слившиеся в один — Новонекрасовский. Около 170—200 семей оставалось в Турции.
В 1925 году последние три семьи с Мады приехали в Советский Союз и поселились в Новонекрасовском хуторе. В 1927 году 170 семей (507 человек) некрасовцев деревни Майнос, несмотря на разрешение, так и не приехали в СССР.
В начале 1930-х годов небольшая община дунаков поселилась на рукаве Кордонка реки Терек, на территории современного Кизлярского района Дагестана, ими были основаны хутора Некрасовка новая, Некрасовка старая, Новая Надежда, Турецкий (варианты названий Турковский и Турчанский), Кордоновка № 1 и Кордоновка № 2. В 1939 году хутора Турецкий, Кордоновка № 1 и Кордоновка № 2 были ликвидированы, а жителе переселены в Некрасовку.
Исследования Александры Москетти-Соколовой в работе «Историко-культурные связи казаков-некрасовцев и липован» и новые архивные документы, рассмотренные в монографии кандидата исторических наук Д. В. Сень — «„Войско Кубанское Игнатово Кавказское“: исторические пути казаков-некрасовцев (1708 г. — конец 1920-х гг.)», свидетельствуют, что какого-либо массового переселения некрасовцев после 1914 и до 1962 года не было. Казачий словарь-справочник (составители А. И. Скрылов, Г. В. Губарев.), изданный в 1970 году в США, и изданная на его основе в 2007 году «Энциклопедия казачества» (Москва, издательство «Вече») называют число некрасовцев, вернувшихся на родину до 1958 года, в 7200 человек, очевидно, принимая за некрасовцев староверов-липован («дунаков»), в том числе более 2 тысяч семей, прибывших в 1947 году из Румынии в Советский Союз и поселившихся в Ейском районе.

### Третья волна
22 сентября 1962 года из Турции, селения Коджагёль (до 1938 года — Бин-Эвле или Эски-Казаклар, по-некрасовски Майнос) в Советский Союз вернулись 215 живших там семей некрасовцев общим числом 985 человек. В основном их поселили в Левокумском районе Ставропольского края. Всего к 1962 году в СССР переехало около 1500 некрасовцев, из них чуть более 1200 майносцев. Сейчас их потомки проживают в посёлках Новокумский и Кумская Долина Левокумского района Ставропольского края.
В 1963 году несколько десятков семей некрасовцев и «дунаков» общим числом в 224 человека, отказавшихся выезжать в Советский Союз, были приняты в США. В Турции осталась только одна семья.

## Современное состояние
Возвратившись в Россию, казаки-некрасовцы сохраняли старый уклад, хотя и начали работать в совхозах. Они носили нательные кресты и бороды. Крестили детей, венчали молодожёнов и отпевали покойников (читали сорокоуст). Чтили христианские праздники Рождество Христово и Пасху. Однако их дети ходили в советские школы, учились в вузах и служили в армии. Юрисдикционно принадлежали в основном к белокриницкому согласию. Происходила медленная ассимиляция некрасовцев советским обществом, что привело к постепенной адаптации некрасовцев.

## В литературе
Резались атаганами. Со стороны турков замечены были копья, дотоле у них не бывалые; эти копья были русские: некрасовцы сражались в их рядах.
— А. С. Пушкин, «Кирджали»
Было странно видеть - среди конских бунчуков - христианские кресты над бандами игнатов-некрасовцев, которым Турция дала политическое убежище, принудив за это участвовать в своих войнах. За спиной каждого игната была привязана половина мерзлой свиной туши.
— В.С.Пикуль, «Фаворит»

## Музеи
- Государственное бюджетное учреждение культуры Ставропольского края «Ставропольский краевой музей изобразительных искусств» Новокумский филиал

В экспозиции представлены фотографии и предметы, связанные с религиозной стороной жизни некрасовцев, материалы по истории донского казачества и Булавинского восстания (1706—1709), архивные фотографии жизни некрасовцев в Турции и посёлке Новокумском, а также подлинные предметы переселенцев, привезённые из Турции (ансамбли костюмов и отдельные предметы и аксессуары; домашняя утварь и предметы мебели, предметы детских игр; фотографии)
- Этнодеревня казаков-некрасовцев и духовных молокан.

Первое этническое подворье МБУ «ЦТРК казаков-некрасовцев и духовных молокан» в посёлке Новокумском Ставропольского края, где проживают вернувшиеся из Турции более полувека назад казаки-некрасовцы и христиане-молокане, проводит обзорные экскурсии. Здесь вы познакомитесь с устройством подворья и красочным убранством людской избы казаков-некрасовцев и жилищем духовных молокан, с их традиционными ремёслами и традиционными праздниками. Хранители культур во время экскурсий раскроют вам красоту жизни своих народов, фольклор, обычаи, единство духовных и народных традиций казаков-некрасовцев и духовных молокан. Народные умельцы откроют вам тайну бисероплетения традиционных казачьих украшений. Также, научат вас мастерить тряпичную куклу безшовным способом, проявляя фантазию и творчество.

## Имена
Особенностью именной формулы среди некрасовцев было то, что имена часто служили фамилиями. Например, среди некрасовцев, проживавших в Румынии, были обычны фамилии Александр, Иона, Константин, Макар и другие.

### Аудиозаписи
- Антология народной музыки: Музыка казаков-некрасовцев